# Presidente da República Democrática de Timor-Leste
O Presidente da República Democrática de Timor-Leste é o Chefe de Estado de Timor-Leste, eleito por sufrágio direto e universal para um mandato de cinco anos, e reelegível para um segundo mandato consecutivo. O Presidente da República é o garante da Constituição, da unidade do Estado e do regular funcionamento das instituições democráticas, cabendo-lhe promulgar os diplomas legislativos aprovados pelo Governo ou pelo Parlamento Nacional e podendo exercer o direito de veto sobre os mesmos, além de ser o Comandante Supremo das Forças Armadas.
Em 28 de novembro de 1975, Timor-Leste tornou-se independente de Portugal. Francisco Xavier do Amaral foi o primeiro presidente do novo país, porém governou apenas até 7 de dezembro de 1975, quando a Indonésia invadiu o seu território.
Timor-Leste permaneceu sob ocupação indonésia até 1999 quando num plebiscito supervisionado pela ONU a independência foi vitoriosa com 78,5% dos votos. Devido aos conflitos provocados por milícias contrárias à independência, o território permaneceu sob ocupação da ONU até 20 de maio de 2002 quando novamente obteve independência. Xanana Gusmão foi o primeiro presidente eleito, e tomou posse no mesmo dia.

## Eleição Presidencial

### Condições de elegibilidade
O artigo 75.° prevê que para ser elegível para a função de presidente, uma pessoa deve ter cidadania originária e com uma idade igual ou superior a 35 anos.

### Condições de candidatura
As candidaturas são propostas por cidadãos eleitores (com um mínimo de 5 000 assinaturas) e devem ser apresentadas no Tribunal Constitucional ao mais tardar 30 dias antes da data fixada para a eleição.

### Processo eleitoral
O Presidente da República Democrática de Timor-Leste é eleito pelos cidadãos timorenses residentes em território nacional, por sufrágio universal direto, para um mandato de 5 anos. Em virtude do artigo 75.° (4), "O mandato do Presidente da República pode ser renovado uma única vez.".
Para ser eleito, o candidato deve obter a maioria absoluta dos votos. Se esta maioria não é alcançada, uma segunda volta é então organizada, entre os dois candidatos tendo obtido mais votos na primeira volta.

### Tomada de posse e juramento
O Presidente eleito toma posse perante os deputados e os representantes dos outros órgãos de soberania. A posse efectua-se no último dia do mandato do Presidente cessante ou, no caso de eleição por vagatura, no oitavo dia subsequente ao dia da publicação dos resultados eleitorais.
No acto de posse o Presidente da República eleito prestará a seguinte declaração de compromisso:
Juro, por Deus, pelo Povo e por minha honra, cumprir com lealdade as funções em que sou investido, cumprir e fazer cumprir a Constituição e as leis e dedicar todas as minhas energias e capacidades à defesa e consolidação da independência e da unidade nacionais— Constituição de Timor-Leste, Artigo 77.º (3)

## Residência oficial
A atual residência de despachos do Presidente de Timor-Leste é no Palácio Presidencial Nicolau Lobato inaugurado em 2009.